# Tibor Sekelj

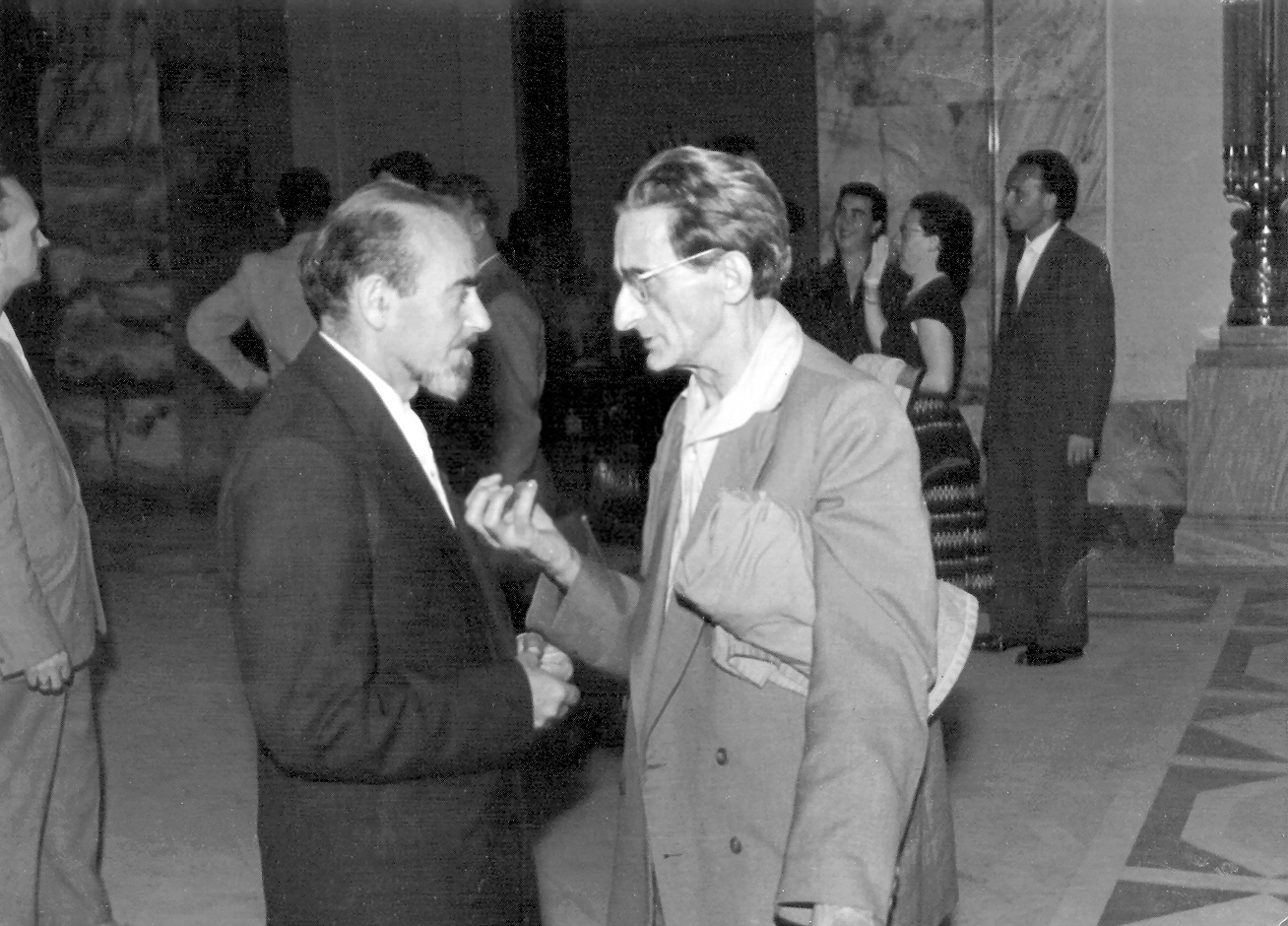
Sekelj i Julio Baghy podczas kongresu esperantystów w 1959

Tibor Sekelj, po węgiersku Tibor Székely (ur. 14 lutego 1912 w Spiskiej Sobocie, zm. 20 września 1988 w Suboticy) – podróżnik, dziennikarz, pisarz, prawnik i esperantysta.
W latach 1939–1954 przebywał w Ameryce Południowej, zrealizował także wyprawy do Azji i Afryki. Relacje ze swoich podróży pisał w esperanto, po hiszpańsku oraz serbsko-chorwacku. Biegle używał także węgierskiego, niemieckiego, angielskiego i francuskiego. Uczył się w sumie 25 języków.
Był członkiem Akademii Esperanto oraz członkiem honorowym Światowego Związku Esperanto. W esperanto napisał kilka książek, jego Kumeŭaŭa, la filo de ĝangalo (pol. Kumeŭaŭa, syn dżungli) – książka dla dzieci o życiu brazylijskich Indian – została przetłumaczona na kilka języków. Żadna z jego książek nie ukazała się jeszcze w języku polskim.

## Twórczość literacka
- Tempesto super Akonkagvo
- Tra la Brazila praarbaro
- Nepalo malfermas la pordon (1959)
- Premiitaj kaj aliaj noveloj (1974)
- Kumeŭaŭa, la filo de la ĝangalo (1979)
- Mondo de travivaĵoj (1981)
- Ĝambo rafiki. La karavano de amikeco tra Afriko (1991)
- Kolektanto de ĉielarkoj (1992)